# 라만 루커

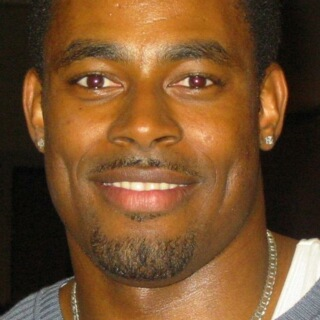

러만 러커(영어: Lamman Rucker, 1971년 10월 6일 ~ )는 미국의 배우이다.
피츠버그에서 태어났다.

## 출연 작품
- 더 좋은 남자는 없다 (2018년)
- 의대생들 (2016년)
- 사우스 오브 헬 (2015년)
- 더 맨 인 3B (2015년)
- 블랙 커피 (2014년)
- 내가 왜 결혼했을까? 2 (2010년) - 트로이 역
- 더 그레이티스트 송 (2009년) - 트렌트 역
- 볼 돈 라이 (2008년)
- 미트 더 브라운즈 (2008, Meet the Browns)
- 내가 왜 결혼했을까? (2007년) - 트로이 역
- 그린 리프

### 텔레비전
- The Temptations (1998) - 지미 루핀 역
- Meet the Browns (2009-11) - 윌 역